# ليان سلاتر
ليان سلاتر (بالإنجليزية: Leanne Slater)‏ (6 مارس 1984 بأستراليا - ) هي لاعبة كرة قدم أسترالية في مركز الدفاع. لعبت مع Adelaide United FC (women) ‏.

## وصلات خارجية
- ليان سلاتر على موقع قاعدة بيانات كرة القدم.إي يو (الإنجليزية)